# Stogi (województwo pomorskie)

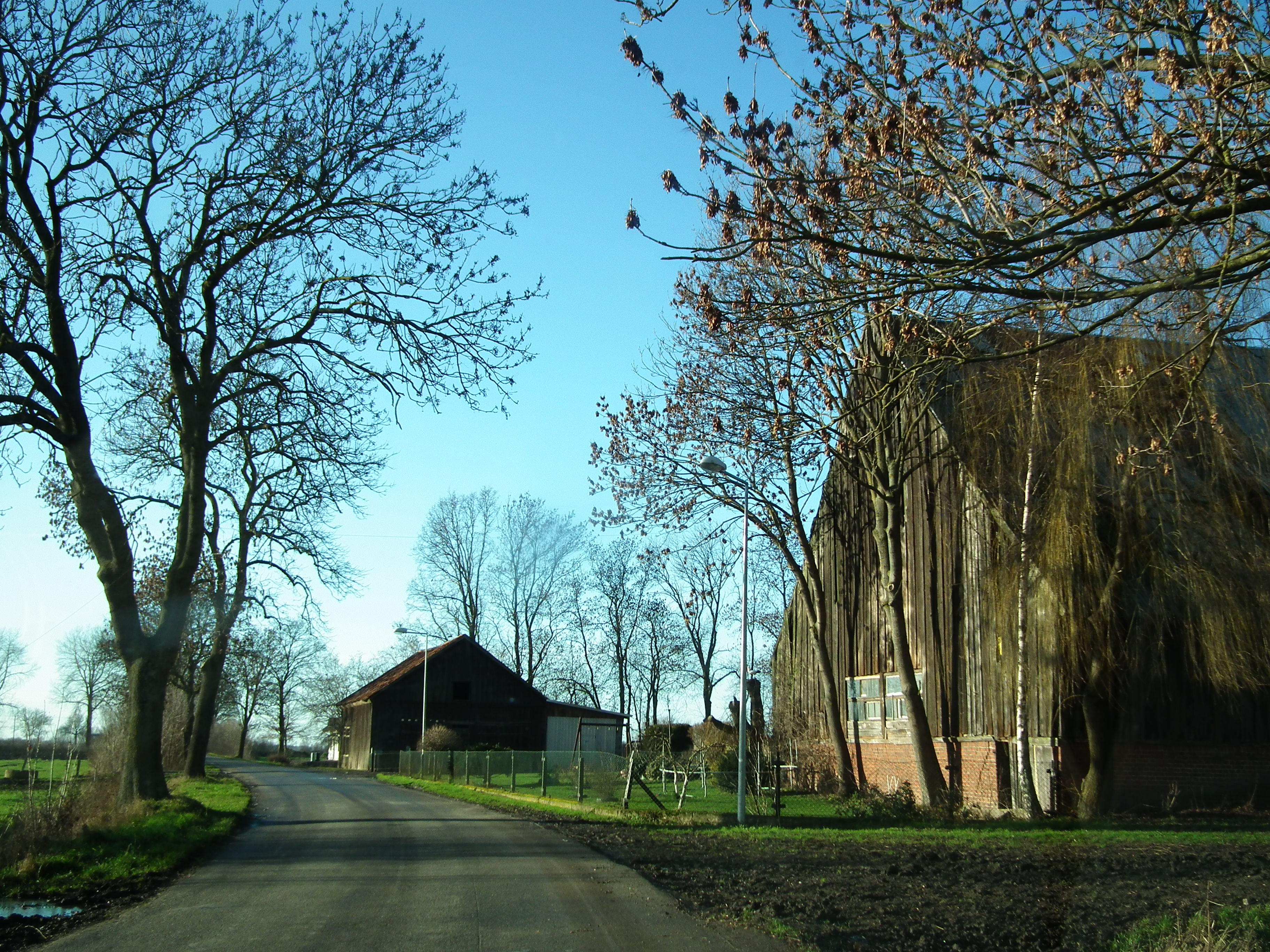
Fragment satrej zabudowy wsi

Stogi (dawniej Hejbudy, niem. Heubuden) – wieś w Polsce położona w województwie pomorskim, w powiecie malborskim, w gminie Malbork na obszarze Wielkich Żuław Malborskich. Miejscowość została założona w procesie tzw. osadnictwa olęderskiego.
W 1820 mieszkało tu 301 osób, w tym 202 wyznania mennonickiego.
W latach 1975–1998 miejscowość administracyjnie należała do województwa elbląskiego.

## Zabytki
Według rejestru zabytków NID na listę zabytków wpisany jest cmentarz mennonicki, nr rej.: A-1250 z 30.08.1989.
W Stogach znajduje się jeden z największych cmentarzy mennonickich (największy na Pomorzu) z XVIII/XIX wieku, na którym chowano ewangelików i menonitów. Dość znaczna liczba zachowanych nagrobków i steli, w tym jedna wrośnięta w drzewo, a zarazem najstarszy (z 1768) w Polsce cmentarz mennonicki.
Jego historia sięga XVII wieku. Cmentarz o powierzchni 2,6 ha jest podzielony na dwie części. W pierwszej była niegdyś kaplica, w drugiej – najstarszej – znajduje się część grzebalna. Rzędy drzew dzielą teren cmentarza na 6 kwater. Zachowało się 260 obramowań grobów (tumb) ze sztucznego kamienia (mogiły pojedyncze, podwójne i dziecięce), a także 90 nagrobków pochodzących z okresu od I poł. XIX w. do II wojny światowej. Jest wśród nich 78 stel, zakończonych trójkątnym naczółkiem i charakterystycznych dla kultury mennonickiej. Z inskrypcji na płytach wynikają informacje dotyczące np. pozycji zmarłych w lokalnej społeczności, miejscu zamieszkania, zwyczajach; natomiast na rewersach steli znajdują się cytaty z Biblii lub epitafia. Cmentarz jest bogato zadrzewiony. Poza lipami rośnie tu kilka świerków posadzonych na początku XX wieku oraz pomnikowy dąb o odwodzie 440 cm i wysokości 20 metrów. Wiek dębu określa się na 300 lat.
Do końca lat 50. XX w. przy cmentarzu stała wzniesiona po 1768 świątynia mennonicka (niem. Bethaus), która w późniejszym okresie została rozebrana.
Cmentarz został odrestaurowany. Na kościele katolickim pod wezwaniem św. Wincentego a’Paulo znajduje się tablica upamiętniająca pracę na rzecz renowacji cmentarza mennonickiego.